# Jagna Marczułajtis-Walczak
Jagna Kinga Marczułajtis-Walczak, primo voto Marczułajtis-Kolasińska (ur. 15 grudnia 1978 w Zakopanem) – polska snowboardzistka, trenerka i działaczka polityczna. Trzykrotna uczestniczka zimowych igrzysk olimpijskich. Posłanka na Sejm VII, VIII, IX i X kadencji, posłanka do Parlamentu Europejskiego X kadencji.

## Życiorys

### Kariera sportowa
Jest czternastokrotną złotą medalistką mistrzostw Polski w snowboardzie, podwójną mistrzynią świata juniorek, mistrzynią i wicemistrzynią Europy. Brała udział w zimowych igrzyskach olimpijskich w Nagano (1998), w Salt Lake City (2002) (zajęła tam 4. miejsce w slalomie równoległym) oraz w Turynie (2006). Dwukrotnie wygrała zawody Pucharu Świata: w Bad Gastein (2004) i w Nendaz (2006). W 2004 zajęła siódme, najwyższe w swojej karierze, miejsce w klasyfikacji końcowej Pucharu Świata federacji FIS.

### Wykształcenie i działalność zawodowa
W 2004 ukończyła studia z wychowania fizycznego na Akademii Wychowania Fizycznego w Krakowie. Kształciła się tam również na specjalizacjach trenerskich z narciarstwa alpejskiego (2006) i snowboardu (2011). W 2011 ukończyła na Uniwersytecie Jagiellońskim studia podyplomowe z zarządzania organizacjami sportowymi, uzyskując dyplom menedżera sportu.
W latach 2006–2016 prowadziła szkołę narciarstwa i snowboardu pod nazwą Szkoła Jagny Marczułajtis w Stacji Narciarskiej Witów-Ski w Witowie (gmina Kościelisko). Później wraz z mężem zaczęła prowadzić ośrodek pod nazwą Wioska Jagny.
Była przewodniczącą Komitetu Konkursowego Kraków 2022, zajmującego się przygotowaniem kandydatury województwa małopolskiego do zorganizowania Zimowych Igrzysk Olimpijskich 2022. Ustąpiła z tego stanowiska w 2014 po krytyce funkcjonowania komitetu.

### Działalność polityczna
W 2010 z listy Platformy Obywatelskiej uzyskała mandat radnej sejmiku małopolskiego. Rok później z ramienia tej samej partii została wybrana do Sejmu VII kadencji, otrzymując w okręgu krakowskim 7289 głosów. W 2015 została członkinią honorowego komitetu poparcia Bronisława Komorowskiego przed wyborami prezydenckimi. W wyborach w tym samym roku nie uzyskała poselskiej reelekcji, uzyskując 6899 głosów i zajmując pierwsze niemandatowe miejsce na liście PO. W 2018 objęła mandat po wybranym na prezydenta Warszawy Rafale Trzaskowskim, na co wyraziła zgodę. W 2019 jako członkini PO kandydowała z 6. miejsca okręgowej listy Koalicji Europejskiej do Parlamentu Europejskiego, nie została wówczas wybrana.
W wyborach w tym samym roku uzyskała mandat posłanki IX kadencji z ramienia Koalicji Obywatelskiej, otrzymując w okręgu nowosądeckim 21 968 głosów. W 2023 z powodzeniem ubiegała się o reelekcję, kandydując w okręgu krakowskim i zdobywając 35 573 głosy. W wyborach w 2024 została natomiast wybrana do Parlamentu Europejskiego X kadencji z okręgu nr 10 z wynikiem 58 550 głosów. Zasiadła w Komisji Zatrudnienia i Spraw Socjalnych.

## Wyniki wyborcze
| Wybory | Komitet wyborczy                | Komitet wyborczy      | Organ                                        | Okręg          | Wynik          |
| ------ | ------------------------------- | --------------------- | -------------------------------------------- | -------------- | -------------- |
| 2010   |                                 | Platforma Obywatelska | Sejmik Województwa Małopolskiego IV kadencji | nr 3           | 13 752 (5,69%) |
| 2011   | Sejm VII kadencji               | Platforma Obywatelska | nr 13                                        | 7289 (1,44%)   |                |
| 2015   | Sejm VIII kadencji              | Platforma Obywatelska | nr 13                                        | 6899 (1,27%)   |                |
| 2019   |                                 | Koalicja Europejska   | Parlament Europejski IX kadencji             | nr 10          | 23 251 (1,34%) |
| 2019   |                                 | Koalicja Obywatelska  | Sejm IX kadencji                             | nr 14          | 21 968 (5,93%) |
| 2023   | Sejm X kadencji                 | Koalicja Obywatelska  | nr 13                                        | 35 573 (4,70%) |                |
| 2024   | Parlament Europejski X kadencji | Koalicja Obywatelska  | nr 10                                        | 58 550 (3,93%) |                |

## Życie prywatne
Jest córką Wojciecha Marczułajtisa, ratownika TOPR i przewodnika tatrzańskiego oraz Ludwiki Majerczyk, trzynastokrotnej mistrzyni kraju w konkurencjach alpejskich. Siostry matki, Józefa Majerczyk-Chromik, Władysława Majerczyk-Tragarz i Zofia Majerczyk-Rumińska, trenowały biegi narciarskie.
Jej pierwszy mąż, Sebastian Kolasiński, był olimpijczykiem, mistrzem świata juniorów w łyżwiarstwie figurowym. Drugi mąż, Andrzej Walczak, zajął się prowadzeniem działalności gospodarczej w Poroninie. Ma troje dzieci: córki Jagodę i Igę oraz syna Andrzeja.
Zagrała w dwóch odcinkach serialu Magda M. w roli Lucyny Stoch. Wystąpiła w sesji zdjęciowej dla magazynu „CKM”. W 2011 uczestniczyła w 13. edycji Tańca z gwiazdami w TVN.

## Wyniki sportowe

### Igrzyska olimpijskie
| Miejsce | Dzień     | Rok  | Miejscowość    | Konkurencja       | Zwycięzca      |
| ------- | --------- | ---- | -------------- | ----------------- | -------------- |
| DNF     | 12 lutego | 1998 | Nagano         | Gigant            | Nicola Thost   |
| 4.      | 15 lutego | 2002 | Salt Lake City | Gigant równoległy | Isabelle Blanc |
| 17.     | 23 lutego | 2006 | Turyn          | Gigant równoległy | Daniela Meuli  |

### Mistrzostwa świata
| Miejsce | Dzień       | Rok  | Miejscowość          | Konkurencja       | Zwycięzca         |
| ------- | ----------- | ---- | -------------------- | ----------------- | ----------------- |
| 21.     | 21 stycznia | 1997 | San Candido          | Gigant            | Sondra van Ert    |
| 41.     | 12 stycznia | 1999 | Berchtesgaden        | Gigant            | Margherita Parini |
| 17.     | 14 stycznia | 1999 | Berchtesgaden        | Gigant równoległy | Isabelle Blanc    |
| 41.     | 15 stycznia | 1999 | Berchtesgaden        | Slalom równoległy | Marion Posch      |
| 13.     | 23 stycznia | 2001 | Madonna di Campiglio | Gigant            | Karine Ruby       |
| 26.     | 24 stycznia | 2001 | Madonna di Campiglio | Gigant równoległy | Ursula Bruhin     |
| 5.      | 26 stycznia | 2001 | Madonna di Campiglio | Slalom równoległy | Karine Ruby       |
| DNF     | 18 stycznia | 2005 | Whistler             | Gigant równoległy | Manuela Riegler   |
| 13.     | 19 stycznia | 2005 | Whistler             | Slalom równoległy | Daniela Meuli     |

### Miejsca na podiumPucharu Świata
- San Candido – 10 marca 2000 (slalom równoległy) – 3. miejsce
- Bad Gastein – 6 stycznia 2004 (slalom równoległy) – 1. miejsce
- Nendaz – 22 stycznia 2006 (slalom równoległy) – 1. miejsce